# Mathias Sele
Mathias Sele (28 maggio 1992) è un calciatore liechtensteinese, difensore.

## Carriera internazionale
Con l'Under-21 del Liechtenstein ha preso parte a tre partite di qualificazione all'Europeo di categoria del 2013.